# 문양군 류희림 묘역
문양군 류희림 묘역(文陽君 柳希霖 墓域)은 서울특별시 송파구 오금동에 있는, 임진왜란 때 이항복과 함께 3등공신으로 선조대왕을 보필한 문양공 류희림(柳希霖), 문원군 류복룡(柳伏龍)의 묘소이다. 2013년 7월 18일 서울특별시의 유형문화재 제79호로 지정되었다.(1991.12.24 문화유씨묘역 변경지정)

## 개요
임진왜란때 이항복과 함께 선조를 보필하여 호성3등공신, 광해의 분조참여등으로 위성2등공신인 문양군 류희림(柳希霖), 문원군 류복룡(柳伏龍) 공조참의 류인호(柳仁濠 문화재78호) 3대 묘소이다.
류희림은 복룡의 아들로서 조선 중기의 문신이다. 명종 15년(1560) 1,000여명의 성균관 유생을 대표하여 다시 일어나고 있는 불교를 비판하고, 선종·교종 모두를 폐지하자는 상소를 올렸다. 명종 16년(1561) 식년문과에 병과로 합격하여 여러 벼슬을 역임하였다. 내직으로만
근무하다 외직으로 1579충청도관찰사1585황해도관찰사 1587강원도관찰사등
3도관찰사를 역임하고 선조 25년(1592) 임진왜란이 일어나자 73세 고령에도 불구 첨지중추부사로서 왕을 호종하여 좌승지로 발탁되었다. 이후 동지중추부사·예조참판 등을 거쳐 1597년 동지돈녕부사가 되었다. 죽은 뒤인 선조 37년(1604) 호성공신 3등에 봉해지고 문양군에 봉해졌다. 광해세자가 왕이된후는 위성공신 2등에 봉해져서 임란시승전에 기여한 양대공신이 되었다
묘소는 서울특별시 송파구 오금공원내에 있으며, 묘역에는 상석·망주석(望柱石:멀리서도 무덤이 있음을 알려주는 돌기둥)·문인석·신도비(神道碑:왕이나 고관들의 평생업적을 기록하여 무덤 가까이에 세워두는 비) 등이 있다.

## 참고 문헌
- 문양군 류희림 묘역 - 국가유산청 국가유산포털